# Драгоні
Драгоні, Драґоні (італ. Dragoni) — муніципалітет в Італії, у регіоні Кампанія,  провінція Казерта.
Драгоні розташоване на відстані близько 170 км на південний схід від Рима, 50 км на північ від Неаполя, 23 км на північ від Казерти.
Населення — 2144 особи (2014).
Щорічний фестиваль відбувається четвертої неділі липня. Покровитель — san Ferdinando d'Aragona.

## Демографія
Населення за роками:

Станом на 1 січня 2023 року в муніципалітеті офіційно проживало 68 іноземців з 13 країн, серед них 15 громадян країн Євросоюзу та 1 громадянин України.

## Сусідні муніципалітети
- Аліфе
- Альвіньяно
- Бая-е-Латіна
- Лібері
- Роккаромана